# Tachypnoe

Grafické znázornění trachypnoe

Tachypnoe, též tachypnea, je zvýšená frekvence dýchání. Obecně se za tachypneu označuje dýchání s frekvencí vyšší než 20 dechů za minutu u dospělé osoby. Opakem je bradypnoe, kdy osoba dýchá s frekvencí méně než 10 dechů za minutu. Průměrná optimální dechová frekvence bez fyzické aktivity je u dospělých kolem 16 dechů za minutu.[zdroj?]